# 장창 (축구 선수)
장창(張彰, 1996년 6월 21일 ~ )은 현대제철 레드엔젤스와 대한민국 여자 대표팀의 미드필더로 활약하는 대한민국의 여자 축구 선수이다.